# Nikola Šainović
Nikola Šainović (srbsko Никола Шаиновић), srbski politik in kemični inženir črnogorskega rodu, * 17. december 1948, Bor, Srbija.
Po opravljenem magisteriju iz kemičnega inženirstva na Univerzi v Ljubljani leta 1977 se je vrnil v Srbijo, kjer je vstopil v politiko. Med letoma 1991 in 1993 je bil namestnik predsednika vlade Republike Srbije in od 10. februarja 1993 do 18. marca 1994 pa predsednik vlade Republike Srbije. 22. februarja istega leta je postal namestnik predsednika vlade Zvezne republike Jugoslavije; na ta položaj je bil ponovno imenoval leta 1996, 1997 in 1998. 
26. februarja 2009 ga je Mednarodno sodišče za vojne zločine na območju nekdanje Jugoslavije spoznalo za krivega vojnih zločinov, deportacije in prislinih preselitev, umora in preganjanj in ga obsodilo na 22 let zapora.